# Mia Green
Maria Amalia Green, (født Lundmark 14. april 1870, død 24. juni 1949) var en svensk fotograf.
Mia Green flyttede fra Skellefteå til Haparanda 1894. I Haparanda åbnede hun 1895 sit første fotoatelier. Senere oprettede hun også filialer i Kemi og på Seskarö. Med tiden skabte hun Haparandas mest værdifulde billedsamling. Fra 1895 til 1940 dokumenterede hun livet, hverdag og fest i fred og krig i Tornedalen. Hun fotograferede flygtninge, soldater, krigsinvalider, Røde kors' aktiviteter, kongeligheder og politikere, men også gullaschbaroner, toldere og smuglere. Undertiden solgte hun sine billeder til aviser i  Stockholm.
Mia Green var også kommunalpolitisk engageret og deltog i det sociale arbejde. Takket være hende byggedes det første alderdomshjem i Haparanda. Hun arbejdede også for at få Invalidegraven sat i værdig stand. 
For att hylde hende har Haparanda by anlagt en park med hendes navn, hvor der er en kopparbuste af hende.
Mia Green er bedstemor til Marika Green og Walter Green og oldemor til skuespilleren Eva Green. 